# Брод-Брук (Коннектикут)
Брод-Брук (англ. Broad Brook) — переписна місцевість (CDP) в США, в окрузі Гартфорд штату Коннектикут. Населення — 3998 осіб (2020).

## Географія
Брод-Брук розташований за координатами 41°54′38″ пн. ш. 72°32′28″ зх. д. / 41.91056° пн. ш. 72.54111° зх. д. (41.910667, -72.541054).  За даними Бюро перепису населення США в 2010 році переписна місцевість мала площу 15,43 км², з яких 15,35 км² — суходіл та 0,09 км² — водойми.

## Демографія
Згідно з переписом 2010 року, у переписній місцевості мешкало 4069 осіб у 1700 домогосподарствах у складі 1100 родин. Густота населення становила 264 особи/км².  Було 1802 помешкання (117/км²).
Расовий склад населення:
| - 81,5 % — білих - 10,6 % — чорних або афроамериканців - 1,5 % — азіатів - 0,2 % — корінних американців - 0,1 % — вихідців з тихоокеанських островів - 3,6 % — осіб інших рас |

До двох чи більше рас належало 2,5 %. Частка іспаномовних становила 7,7 % від усіх жителів.
За віковим діапазоном населення розподілялося таким чином: 24,3 % — особи молодші 18 років, 63,5 % — особи у віці 18—64 років, 12,2 % — особи у віці 65 років та старші. Медіана віку мешканця становила 39,1 року. На 100 осіб жіночої статі у переписній місцевості припадало 90,5 чоловіків;  на 100 жінок у віці від 18 років та старших — 85,1 чоловіків також старших 18 років.
Середній дохід на одне домашнє господарство  становив 89 720 доларів США (медіана — 73 729), а середній дохід на одну сім'ю — 101 916 доларів (медіана — 84 596). За межею бідності перебувало 8,5 % осіб, у тому числі 11,1 % дітей у віці до 18 років та 0,3 % осіб у віці 65 років та старших.
Цивільне працевлаштоване населення становило 2485 осіб. Основні галузі зайнятості: освіта, охорона здоров'я та соціальна допомога — 22,4 %, науковці, спеціалісти, менеджери — 13,2 %, роздрібна торгівля — 12,4 %.